# 阿尔法拉德亚尔希米亚
阿尔法拉德亚尔希米亚，是西班牙巴伦西亚自治区巴伦西亚省的一个市镇。总面积12平方公里，总人口490人（2001年），人口密度41人/平方公里。